# Теорема Брауера про інваріантність областей
Теорема про інваріантність областей стверджує, що образ відкритої підмножини евклідового простору при неперервному ін'єктивному відображенні у цей же евклідів простір є відкритою множиною. Теорема була доведена Лейтзеном Брауером. 

## Формулювання

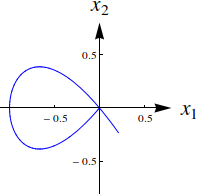
Образ ін'єктивного неперервного відображення відкритого інтервалу в площину є негомеоморфним самому інтервалу.

Нехай {\displaystyle U} — відкрита підмножина у {\displaystyle \mathbb {R} ^{n}} і {\displaystyle f\colon U\to \mathbb {R} ^{n}} — ін'єктивне неперервне відображення.
Тоді образ {\displaystyle B=f(U)} є відкритою підмножиною у {\displaystyle \mathbb {R} ^{n}}, і {\displaystyle f} є гомеоморфізмом між {\displaystyle U} і {\displaystyle B,} тобто є відкритим і замкнутим відображенням.

### Зауваження
- Як видно на картинці, твердження теореми не є вірним для відображення між евклідовими просторами різної розмірності
- Також твердження є невірним для просторів нескінченної розмірності. Наприклад, відображення правого зсуву
{\displaystyle (x_{1},x_{2},x_{3},\dots )\mapsto (0,x_{1},x_{2},\dots )}

гільбертового простору у себе є неперервним і ін'єктивним, але не є відкритим.

## Доведення
Дане доведення використовує властивості відкритих і замкнутих відображень, а також теорему Брауера — Жордана, що є узагальненням теореми Жордана про криві.
Для доведення теореми достатньо довести, що для будь-якої відкритої множини {\displaystyle V\subset U} образ {\displaystyle f(V)} є відкритою підмножиною у {\displaystyle \mathbb {R} ^{n}}. Більш того достатньо довести твердження для елементів деякої бази топології, наприклад відкритих куль виду {\displaystyle D=\{x\in \mathbb {R} ^{n}\ |\ \lVert x-x_{0}\rVert <\delta \}} радіуса {\displaystyle \delta } із центром {\displaystyle x_{0}}, що із своїм замиканням {\displaystyle S=\{x\in \mathbb {R} ^{n}\ |\ \lVert x-x_{0}\rVert =\delta \}} належать U.
{\displaystyle S} є компактною множиною і {\displaystyle f|_{S}} є ін'єктивним неперервним відображенням із компактного простору {\displaystyle S} у простір {\displaystyle \mathbb {R} ^{n}}, що є гаусдорфовим. Як неперервне відображення із компактного простору в гаусдорфовий {\displaystyle f|_{S}} є замкнутим відображенням (замкнута підмножина компактного простору є компактною, її образ при неперервному відображенні теж буде компактною підмножиною, а компактна підмножина гаусдорфового простору є замкнутою; тобто образ замкнутої множини при таких умовах теж э замкнутою множиною). Оскільки {\displaystyle f|_{S}} є ін'єктивним, то він також є гомеоморфізмом. Тому образ {\displaystyle f(S)} є гомеоморфним сфері і згідно з теоремою Брауера — Жордана доповнення {\displaystyle \mathbb {R} ^{n}\setminus f(S)} є об'єднанням двох компонент зв'язності {\displaystyle U_{1},U_{2}} перша з яких є обмежена, а друга — необмежена. 
Множина {\displaystyle f({\bar {D}})} (де {\displaystyle {\bar {D}}} є замиканням {\displaystyle D}) є компактною, як образ компактної множини при неперервному відображенні. Тому {\displaystyle f({\bar {D}})} є обмеженою множиною і {\displaystyle \mathbb {R} ^{n}\setminus f({\bar {D}})} є необмеженою, зв'язаною областю. Звідси {\displaystyle \mathbb {R} ^{n}\setminus f({\bar {D}})\subseteq U_{2}} або еквівалентно {\displaystyle U_{1}\subseteq f(D).}
Множина {\displaystyle D} є зв'язаною, тому і {\displaystyle f(D)} є зв'язаною і тому міститься в одній із компонент зв'язності {\displaystyle U_{1},U_{2}}. Оскільки {\displaystyle U_{1}\subseteq f(D)} то цією компонентою є {\displaystyle U_{1}} і тоді також {\displaystyle f(D)\subseteq U_{1}} і остаточно {\displaystyle f(D)=U_{1}.} Тобто образом довільної відкритої множини {\displaystyle D} із вказаної бази є відкрита множина {\displaystyle U_{1}} і відображення є відкритим.

## Наслідки
- З теореми випливає, що Евклідові простори різної розмірності не є гомеоморфними.
- За допомогою теореми можна довести багато тверджень про існування опуклих многогранників, зокрема існування опуклого многогранника з даною розгорткою [2]

## Узагальнення
- Теорема про інваріантності області допускає пряме узагальнення на відображення між многовидами однакової розмірності.
- Існують також узагальнення для деяких видів неперервних відображень з банахових просторів у себе. [3]